# Kareng Ghar

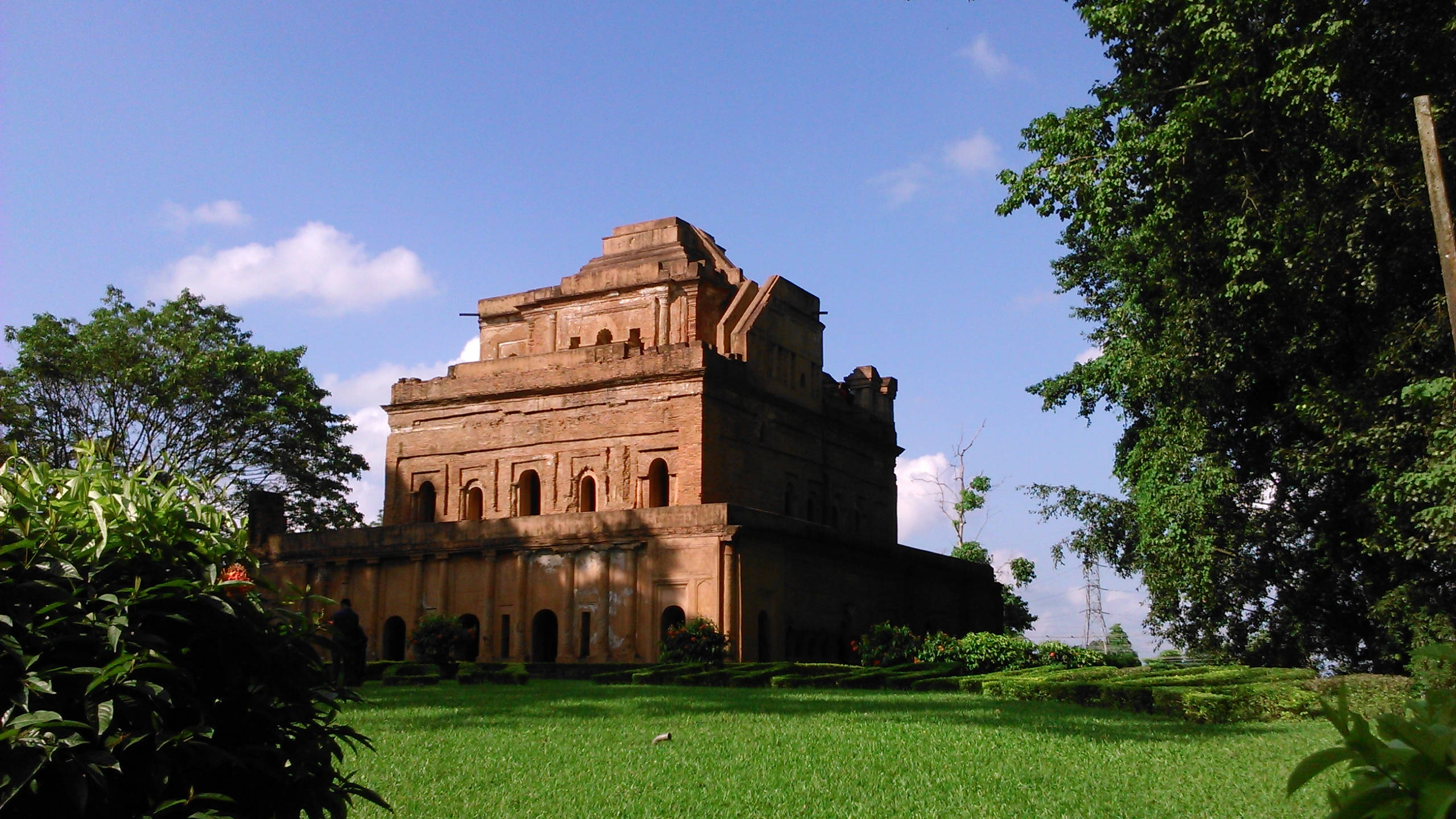
Kareng Ghar in Assam

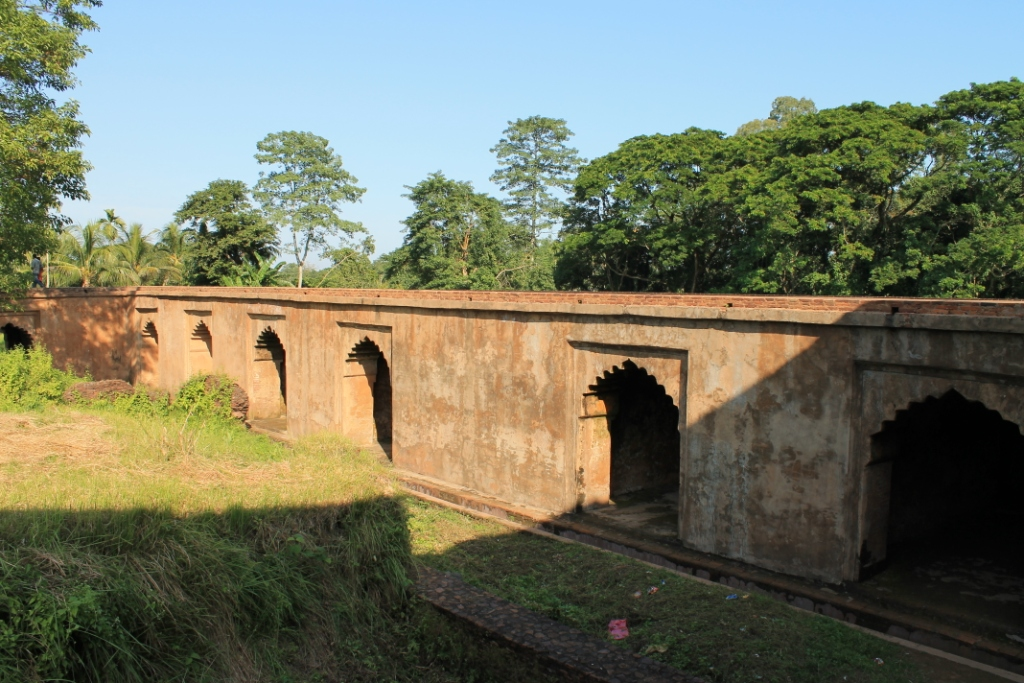
Kareng Ghar – Elefantenställe

Kareng Ghar bei der zum Distrikt Sivasagar gehörenden Ortschaft Garhgaon ist die am besten erhaltene Festungs- und Palastanlage der ca. 600 Jahre lang regierenden Ahom-Dynastie im nordostindischen Bundesstaat Assam.

## Lage
Der Ort Garhgaon liegt etwa 13 km (Fahrtstrecke) südöstlich von Sivasagar bzw. ca. 75 km südlich der Großstadt Dibrugarh in einer Höhe von ca. 100 m. Das Fort befindet sich knapp 1 km (Fußweg) nördlich des Ortes.

## Geschichte
Die Fort-/Palastanlage wurde nahe der alten Hauptstadt des Ahom-Königreichs während der Herrschaft von Rajeshwar Xingha (auch Suramphaa genannt) in den Jahren zwischen 1751 und 1769 erbaut.

## Architektur
Das zentrale, auf quadratischem Grundriss und aus Ziegelsteinen erbaute Palastgebäude ist vierstöckig, wobei die oberen Bauteile jeweils gegenüber ihrem Unterbau auf allen vier Seiten zurückgestuft sind. In den unteren Teilen führen jeweils innenliegende Treppen in das darüber befindliche Geschoss; ab der dritten Ebene befinden sich die Treppen außerhalb. Der pyramidal wirkende Bauteil an der Spitze ist im Innern mit einer Kuppel versehen; es war wohl ehemals eine Art Prunksaal. Die Detailformen des Gebäudes wie auch die der Ställe erinnern an Bauten der Mogulzeit, deren Stil im 17. Jahrhundert bis nach Bengalen vordrang.